# MTVジャパン
MTV Japan（MTVジャパン）は、音楽専門チャンネル「MTV」の日本版。アメリカ合衆国（米国。以下、米と表記）パラマウント・スカイダンス・コーポレーション傘下の一部門であるパラマウント・グローバル・ジャパン株式会社が運営している。

## 概要
キャッチコピーは「Music&More」。ケーブルテレビ、スカパー!プレミアムサービス、スカパー!（旧・スカパー!e2）などで視聴可能である。

### MTV→Vibe
1992年10月、ミュージックチャンネル株式会社（パイオニア、TDK等出資）が米バイアコム社とのライセンス契約により、CSアナログ放送のスカイポートTVで「MTV」として放送開始（1992年12月有料放送開始）。全時間Bモードステレオ放送。1994年まではJ-POPはかからず洋楽専門であった。1996年にはパーフェクTV!（後のスカパー!プレミアムサービス）、1997年にはディレクTVでも放送を開始した。当時は、マーク・パンサーや鮎貝健、ジョージ・ウィリアムズ、ChocolatなどがVJを務めていた。
1998年、ミュージックチャンネルはバイアコム社とのライセンス契約を解除（高額なライセンス料がネックだったといわれる）。1999年1月1日よりチャンネル名を「Vibe」（ヴァイブ）に変更、これまでの洋楽中心の選曲から邦楽重視に路線変更した。しかし、「MTV」というブランドを失ったことにより、老舗のスペースシャワーTVやSME系のViewsic（現在のエムオン!）にCATV局の契約獲得で劣勢を強いられ業績が伸び悩み、2000年、投資会社であるH&Qアジア・パシフィックに売却した。当時のVJはMTV時代からの鮎貝健やジョージ・ウィリアムズ、Vibeになってから加入したサッシャなど。

### MTVジャパン
ミュージックチャンネルとの契約解除後、MTV日本再上陸の動きがあり、2000年3月、CSK・セガなどによるエムティービーブロードキャスティングジャパン株式会社がスカイパーフェクTV!（後のスカパー!プレミアムサービス）で委託放送事業者の認定を受けるが、開局には至らなかった（その後、エムブロス株式会社に社名変更、同年10月7日に、ディレクTVで放送されていた「M-BROS.」（エム・ブロス）をスカイパーフェクTV!で開局するが、2002年4月30日をもって放送終了した）。
そのため、バイアコム社は再びミュージックチャンネルと組むことになり、傘下のMTVネットワークスが資本参加する形で2001年1月1日、「MTVジャパン」が開局した（ちなみに、開局1曲目はbirdの「マインドトラベル」）。同時に社名も「エム・ティー・ヴィー・ジャパン株式会社」に変更している。開局を前にして、旧MTV・Vibe時代からのVJはほとんどが2000年11月頃に降板している。
なお、Vibeのインターネット事業は2000年4月に「ミュージック・オンライン株式会社」（2003年5月、「株式会社VIBE」に社名変更）に分社化されており、2005年、バンダイネットワークス（バンダイナムコグループ）の傘下となっている。
この当時のMTVジャパンは邦楽中心に構成されたものであるため、かつて海外アーティスト達のPV中心だったMTVに親しんでいた層からの評判は必ずしも良いとは言えず、MTVジャパン社長兼CEOの笹本裕も、当時、自身の経営について、「昔存在していた日本におけるMTVと現在のMTVの相違は 事業的にも市場の変化としても仕方がないものの固定概念を持った人たちといかにうまくお付き合いしつつ新たなマーケットをつくっていく必要があるかという点でも困難であります。」とコメントしているが、経営的には成功を収め、視聴者数は2006年3月に600万人を突破。音楽専門チャンネルでは最大手のスペースシャワーTVに次ぐ規模を誇る。
2006年8月、MTVネットワークスによりMTVジャパンを完全子会社化。それに先立ち、2006年1月には委託放送事業者から電気通信役務利用放送事業者に変更するとともに、MTVネットワークスの子会社・MTV Networks Japan株式会社（現：バイアコム・ネットワークス・ジャパン合同会社）が運営するニコロデオン（日本でのチャンネル名は「ニコロデオン／アニメ・子どもTV」）の電気通信役務利用放送事業者となった（ニコロデオンは2009年9月放送終了。2018年1月より放送再開）。
2007年12月1日、この日開局したTwellVに番組供給を開始。
2009年1月1日付で、当社を存続会社として、エム・ティー・ヴィー・グループ・ジャパン株式会社（合併前は当社の株式80％を保有する親会社であった）、エム・ティー・ヴィー・アイ・グループ・ジャパン株式会社、Viacom Acquisition株式会社の3社を合併した。
2009年10月1日、スカパー!HDおよびひかりTVでハイビジョン放送（チャンネル名は「MTV HD」）を開始。
2010年9月1日、2001年2月から2008年12月まで当社会長を務めた沼倉重夫が社長として復帰（復帰当初は韓国語専門チャンネルを運営するKNTV社長を兼務）。
2011年1月1日、社名をMTV Networks Japan株式会社に変更。
2012年2月10日、総務省から東経110度CS放送の衛星基幹放送業務の認定が適当と認められ、スカパー!にて2012年12月1日よりハイビジョン放送と字幕放送を開始し、チャンネル名称を「MTV HD」に変更（衛星基幹放送事業者は、テレビ朝日系のシーエス・ワンテン）。
2014年5月31日、スカパー！プレミアムサービスにて、標準画質放送を終了。
2014年12月1日、社名をバイアコム・ネットワークス・ジャパン株式会社に変更し、現在地に移転。
2016年12月1日、スカパー!プレミアムサービスの衛星一般放送事業者がスカパー・ブロードキャスティングからスカパー・エンターテイメントに変更。
2021年4月、MTV Japanの公式ウェブサイトで使用された2代目バイアコムのロゴは、サイトリニューアルに伴い廃止。
2024年1月15日、社名をパラマウント・グローバル・ジャパン株式会社に変更。

## ロゴマーク

初代ロゴ 1990年4月1日 - 不明

2代目ロゴ 不明 - 2011年

3代目ロゴ 2011年 - 不明、「MUSIC TELEVISION」の文字を省いだもののロゴ。

4代目ロゴ 不明 - 現在

## 番組
MTV Japanの番組は原則すべて収録（録画）放送であり、生放送番組は2001年の再開局以降存在しなかったが、2007年5月26日開催のVMAJ2007は生放送を実施した。
MTVジャパンやアメリカMTV制作の番組みならず、VH1やBET、アメリカ以外のMTVの番組など、世界中のMTV Networksで制作された番組も放送している。
特集やタイムテーブルは公式HPで公開されている。

### 音楽関連
- MTV洋楽EXPRESS
- MTV WORLD STAGE
- MTV81
- M size（放送終了）
- MTV TOP Choice
- Top Choice アンコール
- Int'l Choice
- MTV Headbangers Ball - ヘヴィメタル専門の番組
- MTV SCREEN
- MTV Japan Chart Top30
- MTV On-Air Chart Top30（放送終了）
- MTV Music Download Chart Top10 - 音楽配信サービスのランキングをもとにしたミュージックビデオのランキング（放送終了）
- MTV U.S TOP20
- Wake Up! MTV
- MTV World Chart Express
- MTV ADVANCE WARNING（放送終了）
- MTV Comp.
- MTVロックス（放送終了）
- MTV屋台（放送終了）
- AFTER HOURS
- MTV Sunrise Tune
- MTV Morning Tune
- MTV Afternoon Tune
- MTV Sunset Tune
- Rock On MTV
- MTV Check The Rhyme
- MTV Urban Mellow
- MTV amp
- クラシックMTV
- MTVオビザラス
- MTV×DAM WANNASING KARAOKEE CHART TOP40（放送終了）
- MTV KARAOKEE CHART TOP50

### その他
- Pimp My Ride
- The Money and The Power
- Punk'd
- Paris Hiltons My New BFF
- The Life Of Ryan
- The Hills
- The City
- Laguna Beach
- Nitro Circus
- Jackass
- Tempura（日本版Jackass）
- オズボーンズ
- The World of GOLDEN EGGS
- MTV Girls Collection
- M chat
- Flasher
- Dance Delight
- Apt.
- サウスパーク
- BEAVIS AND BUTT-HEAD
- もっと兼本さん宅
- 昭和ダイナマイト
- 新世紀エヴァンゲリオン
- Celebrity Deathmatch
- スポンジ・ボブ

## 現在のVJ
- 鮎貝健
- BOO（ブー）
- 浦浜アリサ
- Fang
- CHRIS
- ジョアン

## 過去のVJ
- マーク・パンサー
- ジョージ・ウィリアムズ
- ヤマダケイコ
- Chocolat
- はな
- ARI | モリズミ・アリ
- RIKO（MTV JAMS担当）
- Ruri
- RENA
- 福田明子
- ia
- AKIRA
- KAORI
- カーチン
- クリステル・チアリ
- グローバー
- KTa
- 児玉真衣子
- 竹内亜矢子（現在、スペースシャワーTVでVJをしている）
- DEAN
- 鉄平
- KENNY
- 大屋夏南
- フィオナ

## MTV Japan開始以前

### MTV（朝日放送）
1984年10月21日から1988年3月27日にかけて、朝日放送テレビ（ABCテレビ）が米国MTVと提携しミュージック・ビデオ（PV）番組を再編集し、独自の司会を加えた番組を放送していた。初代キャスターは渡辺実。
当初は『MTV: Music Television（MTVミュージックテレビジョン）』という番組名で土日深夜の放送が行われた。土曜日は深夜0時20分～2時20分でテレビ朝日及び朝日放送のみ、日曜日は深夜0時～2時でテレビ朝日系列全国ネットとして放送された。日曜日の全国ネット枠は当初、キャスターが出演せず、CM以外はビデオクリップのみで構成されていたが、途中（1985年9月）から番組構成を変更し日曜枠は『MTV TOP20 VIDEO COUNTDOWN』がセーラ・ロウエルとマイケル富岡をキャスターとして放送された（1986年9月まで）。
日本においては、この朝日放送版が強烈な印象を残しており、いまだに『MTV』といえばこの頃の放送を指す場合が多い。現在、世界的には『MTV』＝バラエティチャンネルという状態でありPVとはほとんど関係が無いが、日本での放送に限ってはPVの割合が著しく多く、かつ各国でローカライズを積極的に行う『MTV』が、日本でのみ例外的に英米の曲を多く流すのはこの番組の路線が影響しているとされる（『MTV』の重要な節目であった90年代に、日本が『MTV』と良好な関係を築けなかったことが大きく影響している）。その後のビデオクリップ番組にも大きな影響を与えた。
朝日放送版では毎週、アメリカで放送された素材8時間分を即座に輸入し、スタッフがそのすべてをチェックして2時間に編集していた。「ビデオクリップ」という言葉は、この番組で最初に使われた。
数々のタイアップイベントが行われ、視聴者が希望する来日コンサートにリムジンで招待され、VIP席で鑑賞しその後アーティストに会えるという「one night stand」というコーナー企画が好評を博した。
開始当初はソニーの一社提供で、この番組のみで放送された5秒CMは当時話題となったほか、通常タイプ（15秒や30秒）のCMでも一部にこの番組が初お披露目というものがあった。なおソニーは番組中期にスポンサーを降板、その後はヤマハに変更され、提供時間枠も段階的に減り（1社提供→相乗り提供）、日曜の全国ネット枠末期ではヤマハも提供を降板し、地域によってスポンサーがつく局とつかない局に分かれた。
『MTV: Music Television』としては1986年9月に毎週土日深夜の各2時間枠から日曜深夜1時間枠に縮小。縮小して空いた日曜深夜枠に島田紳助司会の、トークの合間にミュージック・ビデオを流す番組『紳助のMTVクラブ』が開始（制作元の朝日放送では別時間に放送）。前半の1時間が従来の『MTV: Music Television』で後半1時間が『紳助のMTVクラブ』となった。そして朝日放送とMTVとの提携解消により、1988年3月には『MTV: Music Television』が終了し『紳助のMTVクラブ』は番組名を『CLUB紳助』に改め、1996年まで続く長寿番組となる。
スタッフ
- 制作協力 - ACTV、大阪東洋ビデオ、八峯テレビ、Spirit enterprise[注 5]
- ディレクター - 上津原伸介、松本大輔（Spirit）
- プロデューサー - 上津原伸介（Spirit）、原涼一（朝日放送）

### MTV（TBSテレビ）
1988年7月よりTBSで『MTVジャパン』の放送を開始。当初は朝日放送同様、米MTVの番組の編集版であったが、後に日本のVJ（萩原健太と光岡ディオン）の司会がPVを紹介する形に改められた。1991年3月にTBSと米MTVは提携を解消した。

### その他の制作番組
テレビ朝日は、1986年1月1日午前1:00 - 4:54に、関係の深いCNNと共同制作した「CNN・MTVゆく年きた年」を放送した。この番組は2部制になっており、MTVが絡んだのは後半の2部のみである。